# Antônio Maria
Antônio Maria Araújo de Morais (Recife, 17 de março de 1921 — Rio de Janeiro, 15 de outubro de 1964) foi um cronista e compositor brasileiro. Muito além, foi o primeiro "multimídia" brasileiro. destacando-se também como locutor esportivo, jornalista, apresentador, produtor, diretor de rádio e televisão e, finalmente, boêmio. É considerado um dos reis do samba-canção, tendo também composto polcas, frevos, marchinhas de carnaval, valsas e sambas. Morto prematuramente aos 43 anos, foi uma das figuras mais marcantes das noites cariocas nas décadas de 1950 e 1960.

## Biografia

### Infância
Nascido em família de usineiros em Pernambuco, na infância aprendeu piano e francês. Durante a adolescência sua família enfrenta grave crise financeira e Antônio Maria perde seu pai. Estuda no colégio Marista, onde torna-se amigo de Fernando Lobo com quem futuramente dividirá a parceria em várias canções.

### Início de carreira
Aos dezessete anos já era apresentador de programas musicais na Rádio Clube Pernambuco. Em 1940, muda-se para o Rio de Janeiro no ita Almirante Jaceguai. No Rio, tornou-se locutor esportivo na Rádio Ipanema.
Antônio Maria mudou-se então para o Edifício Souza, na Cinelândia, apartamento 1005. Ali era vizinho dos também pernambucanos Fernando Lobo e Abelardo Barbosa, que então ainda não era o famoso Chacrinha. Moravam também ali Dorival Caymmi e o pintor Augusto Rodrigues.
Essa primeira estada no Rio de Janeiro durou apenas 10 meses, período no qual Antônio Maria não vingou na carreira profissional. Em Maio de 1944, retorna ao Recife e casa-se com Maria Gonçalves Ferreira.
Muda-se para Fortaleza, onde vai trabalhar na Rádio Clube do Ceará. Um ano depois, vai para a Bahia, como diretor das Emissoras Associadas. Conhece então Di Cavalcanti e Jorge Amado.

### De volta ao Rio
Maria volta ao Rio de Janeiro em 1947, com dois filhos, e vai trabalhar como diretor artístico na Rádio Tupi. Assis Chateaubriand então o convida para ser o primeiro diretor de produção da TV Tupi, inaugurada em 20 de janeiro de 1951.
A partir desse período, Maria começa a escrever suas crônicas jornalísticas, espinha dorsal de sua obra literária. Em O Jornal, escreve crônicas diárias por mais de 15 anos, assinando as colunas "A Noite É Grande" (até 1955) e "O Jornal de Antônio Maria", nesse mesmo jornal. Manteve também em O Globo a coluna "Mesa de Pista", em 1959, e foi então para o Última Hora. Lá voltou a escrever "O Jornal de Antônio Maria" e inaugurou "Romance Policial de Copacabana", com crônicas e reportagens da capital carioca.
Em 1952, a rádio Mayrink Veiga começou a contratar grandes nomes para competir com a Tupi e demais concorrentes. Um desses nomes foi Antônio Maria, contratado na época por 50 mil cruzeiros, o salário mais alto do rádio brasileiro de então. Comprou um Cadillac, importante símbolo de status da época.
No programa "Preto no Branco", de Oswaldo Sargentelli, aparecia com frequência uma "pergunta de Antônio Maria, da produção do programa". Maria também fez, em parceria com Ary Barroso, um programa de sucesso: "Rio, Eu Gosto de Você", na TV Rio, em 1957. Maria provocava os entrevistados: perguntou a Sandra Cavalcanti, candidata a deputada, se era mal-amada. A candidata respondeu à altura: "Posso até ser, senhor Maria, mas não fui eu que fiz aquela música 'Ninguém me ama'". Referia-se ao samba-choro "Ninguém me Ama", de Maria e Fernando Lobo, sucesso da época.
Com Paulo Soledade, Maria fez alguns shows na boate Casablanca. Em 1953, subia toda noite ao palco do Night and Day, no Edifício Serrador, no centro do Rio, para apresentar "A Mulher é o Diabo", espetáculo em revista de Ary Barroso.

### Jingles publicitários
Maria compôs diversos jingle publicitários para o rádio, entre eles o famoso jingle de Aurissedina:
Se a criança acordou / Dorme, dorme filhinha / Tudo calmo ficou / Mamãe tem Aurissedina

### Composições musicais
Antônio Maria compôs diversos sucessos populares em parceria com vários amigos. Nora Ney invadiu as rádios brasileiras com "Menino Grande" e "Ninguém me ama". Também são de Maria "Valsa de uma cidade" e "Canção da Volta", gravada por Ismael Neto. "Manhã de Carnaval" e "Samba do Orfeu" foram parcerias com Luís Bonfá em 1959. "O Amor e a Rosa" e "As Suas mãos" e "Se eu Morresse Amanhã" foram parceria com o compositor Pernambuco. No total, 62 composições de Maria foram gravadas. Entre seus outros parceiros também se incluíam Fernando Lobo, Moacyr Silva, Vinícius de Moraes, Zé da Zilda e Reynaldo Dias Leme. Entre os intérpretes, Nora Ney, Dolores Duran, Elizeth Cardoso, Lúcio Alves, Dóris Monteiro, Jamelão, Ângela Maria, Aracy de Almeida, Agostinho dos Santos, Dircinha Batista, Luiz Bandeira e Claudionor Germano. O cantor estadunidense Nat King Cole gravou "Ninguém me ama" e "Tuas mãos".

### Morte
Maria teve problemas cardíacos desde quando era criança. "Cardisplicente", como ele mesmo se descrevia, morreu na madrugada de 15 de outubro de 1964, em Copacabana, fulminado por um enfarte do miocárdio.

## Obras

### Discografia
- Ninguém me Ama, 1952
- Frevo número dois do Recife, 1954
- Manhã de Carnaval, 1959
- Samba de Orfeu, 1959
- Canção do Amor, 1959

### Literatura
- O Jornal de Antônio Maria. Editora Saga, 1968.
- Com vocês, Antônio Maria. Editora Paz e Terra, 1994.
- Benditas sejam as moças: As crônicas de Antônio Maria. Editora Civilização Brasileira, 2002.
- O diário de Antônio Maria. Editora Civilização Brasileira, 2002.

### Teatro
- Brasileiro, Profissão: Esperança - Musical com Clara Nunes e Paulo Gracindo. Texto de Paulo Fontes. Direção de Bibi Ferreira.
- A Noite é uma Criança - Musical com roteiro e atuação de Marcos França.